# Сільськогосподарські науково-дослідні установи України
Сільськогоспо́дарські науко́во-до́слідні устано́ви України — установи, у яких проводяться наукові дослідження з різних питань сільського господарства; до них належать дослідні поля, дослідні станції й інститути спеціального призначення. Почали виникати у 18 ст. Перші сільськогосподарські дослідні станції постали в Західній Європі у 1830 — 40-их pp.

## Російська імперія
В Україні у 1881 — 1886 було кілька дослідних полів (їх організувало Харківське товариство сільського господарства з допомогою Анастасія Зайкевича), але першим постійним полем було щойно Полтавське (засноване 1884). Далі Харківське й Деребчинське (обидва з 1888). Згодом виникли дослідні станції Плотянська в маєтку князя Трубецького на Поділлі (1893), Іванівська в маєтку Харитоненка на Харківщині (1897) і на базі дослідного поля з 1884 — Полтавська (1910), а також Херсонська, Одеська, Харківська, Сумська, Носівська, Уманська, Смілянська, Миронівська, Немерчанська та інші.
Для дослідження аґрономічних питань більших сільськогосподарських районів виникли мережі дослідних полів. Найвідоміша з них — Всеросійського товариства цукрозаводчиків, яка діяла у 1900 — 1918 роках у складі 32 дослідних полів (у тому ч. 24 в Україні) з центром у Києві під керівництвом Соломона Франфурта, Олександра Душечкіна. Мережі дослідних полів закладали губернські товариства сільського господарства: Київське, Харківське, Подільське, Херсонське. Пізніше Департамент Хліборобства у Петербурзі організував добре устатковані обладнанням дослідні станції — Київську, Харківську і Катеринославську (в решті Російської імперії їх було лише дві). Кожна з них охоплювала своєю мережею великий район дослідних полів. До цього треба додати значну кількість селекційних станцій загального або спеціального напряму.
Науково-дослідна робота велася також при високих і деяких середніх школах. Разом у дев'яти українських губерніях було понад 100 науково-дослідних установ, у тому числі близько 20 дослідних станцій та понад 40 дослідних полів (приблизно половина всіх у Російській імперії).

## Радянський період
Після занепаду сільськогосподарських науково-дослідних установ в час радянсько-української війни їхня діяльність була відновлена і поширена у 1920-х. Науково-дослідні станції працювали тоді за єдиною програмою, і чисельність їх було збільшено. Створено низку спеціальних інститутів: цукрового буряка (Київ), нових луб'яних культур (Глухів), зернових культур (Дніпро). Роботу сільськогосподарських науково-дослідних установ координував і стимулював С.-Г. Наук. Комітет України, а після його ліквідації Всеукр. Академія С.-Г. Наук. Під час колективізації, як також і переслідування укр. учених, дійшло до часткового занепаду С.-г. н.-д. у., а Всеукр. Академію С.-Г. Наук ліквідовано (частину її функцій перебрала Всесоюзна Академія С-Г. Наук ім. Леніна).
Вдруге С.-г. н.-д. у. занепали у 1941 — 45. Сучасна структура їх відповідає такій схімі: майже в кожній обл. УРСР комплексну працю з питань с.-г. виробництва ведуть 20 обл. держ. с.-г. дослітші станції. Теоретичні питання й аґрономічні проблеми, що виходять за межі окремих обл., розробляють н.-д. інститути: Землеробства Укр. Н.-д Інститут (б. Києва). Землеробства і Тваринництва зах. районів УРСР (Львів). Тваринництва Лісостепу і Полісся УРСР (Харків), Степ. районів УРСР ім М. Іванова (Асканія-Нова). Окремі ділянки сіль. господарства вивчають галузеві н.-д. інститути і дослідні станції. Деякі з них мають всесоюзне значення і є всесоюзного підпорядкування: Н.-д. інститути Виноробства і Виноградарства (Ялта), Етероолійних культур (Симферопіль), Зрошувального землеробства (Херсон), Кукурудзи (Дніпропетровське, Луб'яних культур (Глухів), Селекційно-генетичний (Одеса), Цукрового буряка (Київ). Респ. н.-д. інститути: Виноградства і Виноробства (Одеса), Ґрунтознавства ім. О. Соколовського (Харків), Захисту рослин (Київ). Економіки й організації сіль. господарства (Київ), Механізації й електрифікації сіль. господарства (Київ), Овочівництва і Баштанництва (Харків), Садівництва (Київ), Свинарства (Полтава) й ін. Н.-д. інститути мають здебїльша власні дослідні мережі. Всього в УРСР у 1975 діяло 151 С.-г. н.-д. у. (у тому ч. 11 н.д. інститутів з 11 100 наук. працівників, з різним масштабом діяльності (інститути, дослідні та ветер. станції, дослідні поля, опорні та сортовипробувальні пункти, аґрохім. лабораторії тощо). Про їх зростання, а одночасно щораз більшу підпорядкованість заг. сов. установам свідчить таблиця (а — кількість, б — в них наук. працівників):
| Установа                             | 1967а | 1967б | 1975а | 1975б |
| ------------------------------------ | ----- | ----- | ----- | ----- |
| Міністерства сіль. господарства УРСР | 80    | 3211  | 28    | 1285  |
| Ін. Міністерства і відомства в УРСР  | 31    | 779   | 28    | 1152  |
| Міністерства сіль. господарства СРСР | 31    | 3818  | 28    | 5295  |
| Всесоюзна Академія С. Г. Наук        | 17    | 539   | 67    | 3371  |

Укр. Академія С.-Г. Наук, яка керувала роботою більшості С.-г. н.-д. у., існувала лише у 1956 — 62.
На західно-українських землях С.-г. н.-д. у. до поч. 1950 р. майже не було. Невеликі дослідні поля і станції існували при деяких с.-г. школах (зокрема в Дублянах). До 1914 їх закладали також Гал. Крайовий Виділ і Товариство «Просвіта»; у період між двома світовими війнами — Львівська Хліборобська Палата (у с. Зарваниці і Шутроминцях), товариство «Сіль. Господар», «Маслосоюз» (досліди над свійськими тваринами), укр. поміщики — А. Терпеляк, М. Луцький, М. Малицький.